# Polymère hydrosoluble
Un polymère hydrosoluble est un polymère pouvant former une solution dans l’eau.

## Composition
La solubilité des polymères dans l'eau provient de la présence de groupes hydrophiles :
- dans la chaîne principale : les éléments oxygène et azote qui peuvent former des liaisons hydrogène ;
- dans les chaines latérales : les fonctions hydroxyle (-OH), amine (-NH3), sels d'acides organiques (-COO−), etc.

## Propriétés
La solution contient une faible quantité de polymère car ce dernier augmente rapidement sa viscosité.
La masse moléculaire du polymère utilisée est généralement basse.

## Exemples
Les polymères hydrosolubles peuvent être des :
- polymères naturels : dextrine, caséine, dextrane, pullulane[3] ;
- polymères artificiels : les éthers de cellulose ;
- polymères synthétiques : 
  - polyéthers : polyéthylène glycol (PEG) ;
  - vinyliques : poly(alcool vinylique) (PVAL), polyacrylamide, polyvinylpyrrolidone (PVP), etc.

## Applications
Les polymères hydrosolubles sont utilisés comme source de nourriture ou comme additifs diluants dans les formes galéniques solides.
Même s'ils sont introduits dans de faibles proportions (quelques pourcents en masse), les polymères hydrosolubles modifient significativement les propriétés des solutions. On les utilise pour contrôler la rhéologie d'un milieu, en tant qu'additifs épaississants ou bien gélifiants par exemple dans les aliments, les formes galéniques liquides ou semi-solides, les détergents, les cosmétiques, les peintures et les colles.